# 阿肯色鎮區 (阿肯色州阿肯色縣)
阿肯色鎮區（英語：Arkansas Township）是位於美國阿肯色州阿肯色縣的一個行政鎮區。

## 地方資料
阿肯色鎮區的面積為146.60平方千米，當中陸地面積為130.89平方千米，而水域面積為15.71平方千米。根據2010年美國人口普查的數據，當地共有人口92人，而人口密度為每平方千米0.63人。